# Hamdala
Die Hamdala (arabisch حمدلة, DMG ḥamdala) oder Hamdullah ist die arabische Formel al-Hamdu li-Llāh (الحمد لله / al-ḥamdu li-Llāh / ‚Lob sei Gott, Gott sei Dank‘), die in dem zweiten Vers der ersten Sure al-Fātiha des Korans vorkommt und eine wichtige Rolle im Alltagsleben der Muslime spielt. Sie entspricht in etwa der hebräischen Formel Halelu Yah.
Muslime und arabischsprechende Juden und Christen weben den Satz so häufig in den alltäglichen Sprachgebrauch ein, dass sich die Phrase hamdala / حمدل / ‚al-Hamdu-li-'llah-sagen‘ entwickelte. Die dreikonsonantige Wurzel H-M-D (ح م د), die „Lob“ bedeutet, findet man ebenfalls in den Namen Muhammad, Mahmud, Hamid und Ahmad.

## Verwendung
Auf Arabisch benutzt man al-Hamdu li-Llāh z. B. für folgende Situationen:
Nach dem Niesen:
al-Hamdu li-Llāh.
„Mein Lob und meine Verehrung dem Herrn“ bzw. „Gott sei Dank“. (Vergleiche auch den Artikel Niesen bezüglich Spruchformeln in anderen Kulturen)
Als Antwort auf „Wie geht es Dir?“:
al-Hamdu li-Llāh: Auf jeden Fall, auch wenn es nicht gut geht, zunächst immer:
„Gott sei Dank (mir geht es gut)!“
Nach dem Essen:  So wie man das Essen mit der Basmala beginnen sollte, sollte man es auch mit al-Hamdu li-Llāh abschließen (islamrechtlich vorgesehene Norm [mašrūʿ], aber keine Pflicht [wāǧib]).